# 絕世好爸
《絕世好爸》（Family Man），香港無綫電視翡翠台時裝家族電視劇，於2002年10月14日至11月8日期間首播，共20集，由秦沛、陳慧珊、陳豪及郭羨妮領銜主演，并由唐文龍、劉錦玲、蘇志威及胡杏兒联合演出，監製梅小青。陳慧珊以5年年資最短身份於《萬千星輝頒獎典禮2002》奪得「最佳女主角」，成為雙料視后。在2004年2月的17:55—18:25及十年後的2014年12月20日在17:55—18:25再次重播。

## 故事大綱
高開（秦沛）早年喪妻，於是父代母職，撫養四個女兒長大成人，各有所成，但唯一令他牽腸掛肚的，自然是四個寶貝的終身大事。

大女兒玉怡（劉錦玲）任性勢利，常嫌棄丈夫俊杰（蘇志威）一事無成，常鬧離婚。二女兒珮怡（陳慧珊）與男友承志（曾偉權）埋首事業，對結婚二字隻字不提。三女兒寶怡（郭羡妮）美艷如花，但眼角甚高，以致小姑獨處，無人追求。小女兒翠怡（胡杏兒）是大學生，男友如走馬燈般轉個不停。絕世好爸出馬，為女兒安排妥當，珮怡與志更步上教堂，豈料，志突然一走了之，珮怡仍獨力支撐與志合營的玩具公司，卻與機靈酒脫，華而不實的蕭顥華（陳豪）遇上，兩人冤家對碰，反燃起愛火，但三妹同時亦戀上華，兩姐妹會否因而反目成仇?

四個女兒的感情相繼出現問題，絕世好爸疲於奔命，代為化解，豈料竟發現自己身患重病，但為免四個女兒擔心，竟加以隱瞞…

## 演員表

### 高家
| 演員           | 角色   | 暱稱／關係 |
| 秦 沛          | 高 開  | BaBa、開叔 高玉怡、高珮怡、高寶怡、高翠怡之父                                                                                      |
| 黃美棋（童年） | 高玉怡 | Wasabi、阿大、大妹 高開之大女 高佩怡、高寶怡、高翠怡之大家姐 王俊之妻                                                              |
| 劉錦玲         | 高玉怡 | Wasabi、阿大、大妹 高開之大女 高佩怡、高寶怡、高翠怡之大家姐 王俊之妻                                                              |
| 蘇志威         | 王俊   | 杰佬、騎呢丙 高玉怡之夫 蕭顯華、戴光明之好友                                                                                         |
| 陳慧珊         | 高珮怡 | Tracy、阿二、二妹、霸王花 奇趣玩具公司股東之一 高開之二女 高玉怡之妹 高寶怡、高翠怡之二家姐 蕭顯華女朋友、後為其妻 許承志前女友    |
| 郭羨妮         | 高寶怡 | Bobo、阿三、三妹、炮仗花、麻辣炮仗花 前世紀日報編輯 高開之三女 高玉怡、高珮怡之妹 高翠怡之三家姐 蕭顯華前女友 戴光明女友、後為其妻 |
| 胡杏兒         | 高翠怡 | Polly、細妹 高開之四女 高玉怡、高珮怡、高寶怡之妹 暗戀戴光明                                                                       |

### 奇趣玩具公司
| 演員   | 角色   | 暱稱／關係 |
| 曾偉權 | 許承志 | Ken 股東 蕭顯華老表 高珮怡前男友                                                                                        |
| 陳慧珊 | 高珮怡 | Tracy、霸王花 股東 參見高家                                                                                             |
| 陳 豪  | 蕭顯華 | Kelvin、蕭公子、騎呢甲 亞太區國際業務海外營業部高級經理 戴光明之同居好友 王俊杰之好友 高寶怡前男友 高珮怡男友、後為其夫 |
| 李麗麗 | Wendy  | 職員 高珮怡之下屬 |
| 嘉 駿  | Billy  | 職員 高珮怡之下屬 |
| 李明麗 | Mon    | 職員 高珮怡之下屬 |
| 羅君左 | 德 哥  | 職員 高珮怡之下屬 |

### 其他演員
| 演員       | 角色     | 暱稱／關係                                                                                          |
| 唐文龍     | 戴光明   | 大光明、騎呢乙 前世紀日報職員 蕭顯華之同居好友 王俊杰之好友 高寶怡之男友，後為其夫 高翠怡之暗戀對象 |
| 蔡國慶     | 老總     | 雷力、高寶怡之上司                                                                                  |
| 莫家堯     | 龍Sir    | 高開之上司 暗戀高珮怡                                                                               |
| 陳 琪      | 舒 薇    | Money                                                                                               |
| 鄭子誠     | 雷 力    | Nick                                                                                                |
| 姚瑩瑩     | Nancy    | 蕭顯華之前女友 Pierre之妻                                                                           |
| 河國榮     | Pierre   | Nancy之夫                                                                                           |
| 趙靜儀     | 譚小紅   | 高玉怡之中學同學                                                                                    |
| 陳安瑩     | Sa姐     | 高寶怡之下屬                                                                                        |
| 麥嘉倫     | Ben      | 雷力之下屬                                                                                          |
| 蕭 亮      | 老 黎    | 高開之同事                                                                                          |
| Joe Junior | 財 叔    | 高開之同事                                                                                          |
| 蕭徽勇     |          | 高開之同事                                                                                          |
| 許文翹     | 阿 豪    | 高開之同事                                                                                          |
| 呂 珊      | 趙陳淑儀 | |
| 章志文     | 招 陽    | 痴戀高翠怡                                                                                          |
| 楊 明      | 家 明    | 高寶怡之初戀男友                                                                                    |
| 何俊軒     | 醫 生    | |
| 廖麗麗     | 珠 媽    | （第7-8集）                                                                                         |
| 魏惠文     | 主 席    | 觀星學會主席（第8集）                                                                               |
| 雷 恩      | 飛 女    | （第8集）                                                                                           |
| 李啟傑     | 醫 生    | （第8集）                                                                                           |
| 賀文傑     | 店 員    | （第8集）                                                                                           |
| 李子奇     | 菊次郎   | |
| 譚一清     | 周老闆   | （第15集）                                                                                          |

## 獎項殊榮

### 萬千星輝賀台慶2002
| 年份 | 獎項                           | 編號 | 得獎者         | 結果             |
| ---- | ------------------------------ | ---- | -------------- | ---------------- |
| 2002 | 本年度我最喜愛的男主角         | 32   | 秦 沛          | 提名（最後五強） |
| 2002 | 本年度我最喜愛的男主角         | 33   | 陳 豪          | 提名             |
| 2002 | 本年度我最喜愛的男主角         | 34   | 唐文龍         | 提名             |
| 2002 | 本年度我最喜愛的女主角         | 27   | 陳慧珊         | 獲獎             |
| 2002 | 本年度我最喜愛的女主角         | 28   | 郭羨妮         | 提名             |
| 2002 | 本年度我最喜愛的女主角         | 29   | 胡杏兒         | 提名             |
| 2002 | 本年度我最喜愛的女主角         | 30   | 劉錦玲         | 提名             |
| 2002 | 本年度我最喜愛的拍檔（戲劇組） | 28   | 陳 豪、陳慧珊  | 提名             |
| 2002 | 本年度我最喜愛的拍檔（戲劇組） | 29   | 唐文龍、郭羨妮 | 提名             |
| 2002 | 本年度我最喜愛的電視角色       | 05   | 陳慧珊         | 獲獎             |
| 2002 | 本年度我最喜愛的電視角色       | 08   | 秦 沛          | 獲獎             |

### 2003年壹電視大獎
- 十大電視節目 - 第4位: 絕世好爸
- 十大電視藝人 - 第5位：陳　豪
- 十大電視藝人 - 第6位：陳慧珊
- 其他獎項 -隱適美 最具個人風格笑容大獎：胡杏兒

## 外部連結
- 無綫電視官方網頁 - 絕世好爸
- 無綫電視官方網頁(TVBI) - 絕世好爸 （页面存档备份，存于）